# حسنعلی نوری
حسنعلی نوری (زاده ۱۳۴۴ در زاهدان)، فرماندار زاهدان در دولت نهم بود. وی از مجروحین حادثه تروریستی تاسوکی است.
نوری از سال ۱۳۶۰ تا ۱۳۶۸ در چند عملیات در جنگ ایران و عراق شرکت داشت و بارها مجروح شد.
نوری همچنین به عنوان فرماندار نمونه مورد تقدیر قرار گرفته‌است.

## سایر سوابق اجرایی
- مدیرکل دفتر تقسیمات کشوری وزارت کشور[۵]
- معاون پرورشی آموزش و پرورش ناحیه یک زاهدان
- معاون فرهنگی اتحادیه انجمن‌های اسلامی دانش آموزان استان سیستان و بلوچستان
- معاون فرهنگی ستاد رسیدگی به امور آزادگان استان سیستان و بلوچستان
- جانشین رئیس ستاد انتخابات در برگزاری انتخابات کشور نهمین دوره مجلس شورای اسلامی و میاندوره‌ای چهارمین دوره مجلس خبرگان رهبری[۷]

## حادثه تروریستی تاسوکی
در شامگاه ۲۵ اسفند ۱۳۸۴، در حین بازگشت از یادواره شهدای شهر زابل، در جاده زابل به زاهدان خودروی حامل وی و همراهانش با مشاهده ایست و بازرسی، وارد صف ایست و بازرسی می‌گردد. وی و همراهانش از سوی تروریست‌ها از جاده اصلی دور شده و به سمت سایر گروگان‌ها هدایت می‌شود. نوری در جریان این حادثه مورد اصابت هشت گلوله قرار گرفت. وی به بیمارستان زابل و سپس به بیمارستان ساسان منتقل شد. نوری شش روز در کما بود.